# Campeonato Maranhense de Futebol de 1946
O Campeonato Maranhense de Futebol de 1946 foi a 25º edição da divisão principal do campeonato estadual do Maranhão. O campeão foi o Moto Club que conquistou seu 3º título na história da competição. O artilheiro do campeonato foi Pepê, jogador do Moto Club, com 7 gols marcados.

## Premiação
| Campeonato Maranhense de 1946 |
| São Luís                      |
| ----------------------------- |
| Moto Club Campeão (3º título) |